# Solms-laubachia nepalensis
Solms-laubachia nepalensis är en korsblommig växtart som först beskrevs av Hiroshi Hara, och fick sitt nu gällande namn av J.P. Yue, Al-shehbaz och Hang Sun. Solms-laubachia nepalensis ingår i släktet Solms-laubachia och familjen korsblommiga växter. Inga underarter finns listade i Catalogue of Life.